# Чаборз М-6
Чаборз М-6 — большой 6-местный высокопроходимый и вооруженный тактический авто-вездеход (багги) — разработан по заказу Российского Университета Спецназа в Чеченской Республике компанией Зенит-Дефенс. Он обладает более широкими возможностями по перевозке грузов и установке дополнительного оборудования, чем модель Чаборз М-3. Чаборз М-6 является функциональным аналогом легких вездеходов мировых производителей, таких как американские Flyer, Polaris Dagor или израильский Zybar.
Чаборз М-6 был впервые представлен публике на международном военно-техническом форуме Армия-2017, который проходил 22-27 августа 2017 года в парке Патриот.
На машине предусмотрены кронштейны для крепления 7,62-мм пулемета, крупнокалиберного пулемета «Корд» или «Утёс» и гранатометов АГС-17 или АГС-30.
В зависимости от задачи его можно будет переоборудовать в пассажирский, разведывательный, грузовой, грузопассажирский, санитарно-эвакуационный, ударный или дозорный варианты. Может использоваться в качестве тягача. Так же возможно создание мирной модификации .
Чаборз М-6 планируется к производству в различных версиях: с дизельными или бензиновыми двигателями мощностью от 150 до 200 л. с., а также с гибридной дизель-электрической установкой для бесшумного перемещения.
Чаборз М-6 прошел разносторонние испытания в самых тяжелых условиях на территории Российской Федерации. В начале 2018 года Рамзан Кадыров представил Председателю Правительства РФ Дмитрию Медведеву новую разработку, а также отлично зарекомендовавший себя на всех испытаниях Минобороны и Росгвардии багги «Чаборз М-3», который уже принимает участие в спецоперациях на территории Сирийской Арабской Республики. Дмитрий Медведев дал высокую оценку машинам и пообещал лично протестировать их в ходе следующего визита в Чеченскую Республику.